# 2002年4月中国大陆

## 4月1日
- 16时51分，“神舟三号”飞船在内蒙古成功返回着陆[1]。

## 4月9日
- 中国联通CDMA网络开始正式运营。

## 4月12日
- 博鳌亚洲论坛首届年会在海南博鳌举行。

## 4月15日
- 中国国际航空129号班机在韩国釜山金海机场附近坠毁，机上共有155名旅客和11名机组成员，其中128人遇难，结束了中国国际航空公司自1988年改组以来的安全飞行记录。